# Der Eissturm
Der Eissturm ist ein Spielfilm des taiwanischen Regisseurs Ang Lee aus dem Jahr 1997 nach dem gleichnamigen Roman des US-amerikanischen Schriftstellers Rick Moody. Das von den Filmstudios Fox Searchlight Pictures, Good Machine und anderen produzierte Werk wird dem Independentfilm zugeordnet.

## Handlung
Neuengland im November 1973. Zur Zeit des Vietnamkrieges und der Watergate-Affäre experimentiert der 16-jährige Paul Hood im Internat mit Drogen und hat sich unsterblich in seine attraktive und intelligente Mitschülerin Libbets Casey verliebt. Weil die sich nur für seinen Zimmerkollegen und Mädchenschwarm Francis interessiert, flüchtet sich der schüchterne und immer noch jungfräuliche Paul in die Fantasiewelt der Comics. Besonders angetan ist er von den Abenteuern der Fantastischen Vier. Die Superhelden-Familie hält noch in der ausweglosesten Situation zusammen, ganz im Gegensatz zu seiner eigenen, die zu zerbrechen droht. Pauls Vater Ben hat eine Affäre mit der attraktiven Frau des angeblich stets auf Geschäftsreisen weilenden Nachbarn. Pauls unnahbare Mutter Elena ist Einzelgängerin und fühlt sich an ihre eigene Kindheit erinnert, als sie ihrer Tochter Wendy beim Radfahren zusieht. Sie setzt sich selbst wieder aufs Fahrrad und lässt in der örtlichen Drogerie sogar Lippenstifte mitgehen. Vor Freunden halten Ben und Elena den Schein jedoch aufrecht und mimen das harmonische Paar, das den einzigen wirklichen Streit darüber geführt hat, ob die Paartherapie wieder aufgenommen werden soll. Pauls jüngere Schwester Wendy, die er nur mit „Charles“ anspricht, verurteilt Kriege und den US-Präsidenten Nixon, sie nennt ihren Vater schon mal einen „Faschisten“ und fühlt sich von den pubertierenden Söhnen der Nachbarsfamilie Carver angezogen. Mit dem ständig geistesabwesenden Mikey lässt sie sich auf erste sexuelle Erfahrungen ein, obwohl sie der jüngere Sandy, ein Fan von Militärspielzeug und Sprengstoff, heimlich interessiert.
Als Paul über das Thanksgiving-Wochenende zu seiner Familie in das vorstädtische New Canaan, Connecticut, fährt, kommen die lange schwelenden Konflikte an die Oberfläche. Wendy verärgert ihren Vater, als sie zum Fest beim Tischgebet eine lange Hasstirade ablässt, unter anderem über die Tötung und Vertreibung der amerikanischen Ureinwohner. Janey Carver zeigt offen, dass sie von der Affäre mit Ben gelangweilt ist, und serviert ihn eiskalt ab. Gleichzeitig findet Elena heraus, dass ihr Ehemann sie betrogen hat, als dieser davon berichtet, wie er seine Tochter beim gemeinsamen Liebesspiel mit Mikey im Hause der Carvers ertappt hat. Als der Wetterbericht vor einem schweren Wintersturm mit Eisregen warnt, macht sich Paul auf den Weg nach New York, um den Rest der Thanksgiving-Ferien mit Libbets zu verbringen – in der luxuriösen Wohnung ihrer Eltern. Pauls Eltern brechen zur selben Zeit zu einer Party auf. Während ein schwerer Eissturm über die Region hereinbricht, fühlt sich Elena von lauter Intrigen umgeben. Sie wie auch Ben müssen feststellen, dass es sich um eine sogenannte „Schlüsselparty“ handelt. Gewissermaßen als ein Höhepunkt der Sexuellen Revolution fischen die Frauen am Ende der Party einen der Autoschlüssel der Männer aus einer Schale heraus, um sich von dem Auserwählten nach Hause fahren zu lassen und dann den freien Partnertausch zu zelebrieren.
Elena hält die Party der Halfords nur für eine weitere Gelegenheit für Ben, sich ungehindert mit Janey Carver zu vergnügen. Dennoch will sie den Schein wahren und bis zum Schluss bleiben. Janey macht Ben, der sich eine gemeinsame Zukunft mit ihr erhofft hat, allerdings unmissverständlich klar, dass ihre Liaison beendet ist. Daraufhin betrinkt sich Ben und es kommt zu einem peinlichen Zwischenfall, als Janey einen Schlüsselbund aus der Schale zieht, der nicht ihm gehört. Während ihr Ehemann seinen Rausch auf der Toilette ausschläft, nimmt Elena den letzten Schlüssel aus der Schale, den von Jim Carver, dem Ehemann ihrer Rivalin. Trotz Jims Bedenken lässt sich Elena auf das Abenteuer ein, doch das kurze Schäferstündchen im Auto wird zur Farce. Jim will sie anschließend nach Hause bringen. Auf der spiegelglatten Fahrbahn kommt der Wagen von der Straße ab und landet in einer Böschung. Elena und Jim gelingt es erst am frühen Morgen, das Haus zu erreichen, wo Elena im Gästezimmer auf ihre Tochter Wendy stößt, die die Nacht mit Sandy verbracht hat. Wenig später trifft auch Ben im Haus der Carvers ein. Auf dem Heimweg hat er Mikey, der aus dem Haus gegangen war, um den Eissturm zu beobachten, leblos auf der Straße aufgefunden – eine abgerissene Stromleitung wurde ihm zum Verhängnis. Der apokalyptische Sturm hat ein physisches Opfer gefordert und der Vater schlingt unter Tränen seine Arme um den toten Körper, während die Mutter oben im Schlafzimmer vom Wehklagen ihres Gatten erwacht.
Auch für Paul haben sich die Dinge nicht wie erhofft gestaltet. Bei seinem Ausflug nach New York trifft er in der Wohnung von Libbets unerwartet auf Francis. Um den Nebenbuhler aus dem Weg zu schaffen, bietet er diesem ein Schlafmittel an, von dem dann aber auch Libbets nimmt. Halb betäubt gesteht sie ihm, dass sie für ihn nur eine Art geschwisterliche Verbundenheit empfindet. Unverrichteter Dinge zieht es ihn zurück nach New Canaan, wo der Zug wegen eines Stromausfalls erst am nächsten Morgen eintrifft. Zu seiner Überraschung wird er von Vater, Mutter und Schwester am Bahnhof erwartet. Als die Familie im Wagen sitzt und alle bereit sind, nach Hause zurückzufahren, bricht sein Vater weinend zusammen.

## Entstehungsgeschichte
Der Film basiert auf dem 1994 veröffentlichten, gleichnamigen Roman des US-Amerikaners Rick Moody. Moody selbst ist in den Vorstädten Connecticuts aufgewachsen, darunter Darien und New Canaan, wo die Filmhandlung angesiedelt ist. Der Drehbuchautor James Schamus adaptierte den von der Kritik gefeierten Roman für die Kinoleinwand. Gedreht wurde an Originalschauplätzen in New Canaan, z. B. in der örtlichen Bibliothek (151 Main Street), der Saxe Middle School (468 South Avenue), dem Drogeriegeschäft Varnum’s Pharmacy (91 Main Street) und der Grünanlage Waveny Park (381 South Avenue). Weitere Drehorte waren New York und Greenwich.

## Rezeption
Ang Lees Drama hatte am 12. Mai 1997 bei den Internationalen Filmfestspielen von Cannes Premiere. Kritiker bewerteten den Film zum damaligen Zeitpunkt als atmosphärisch dichtes, teilweise satirisches Porträt der 1970er Jahre. Gleichzeitig wurde Der Eissturm als beste Regiearbeit des taiwanischen Regisseurs und als einer der besten Filme des Kinojahres 1997 gelobt. Ebenfalls in der Gunst der Kritiker lagen die Leistungen des Schauspielensembles um Kevin Kline, Joan Allen und Sigourney Weaver. In den USA feierte der Independentfilm am 26. September 1997 auf dem Filmfestival von New York Premiere und lief tags darauf offiziell in ausgewählten US-Kinos an. Er spielte in den USA ein Bruttoergebnis von „nur“ 7,8 Mio. Dollar ein (bei geschätzten Produktionskosten von 18 Mio. Dollar) und galt damit als Flop. Auch in Deutschland, wo der Film am 18. Dezember 1997 in die Kinos kam, konnte er sich trotz hervorragender Kritiken nicht so recht durchsetzen. 2003 wurde er in den Filmkanon der Bundeszentrale für politische Bildung aufgenommen.

## Kritiken
- „Das beste Werk des Regisseurs von ‚Sinn und Sinnlichkeit‘.“ (Chicago Sun-Times)
- „Über die Schönheit der Kälte und die Freuden eines Wasserbetts.“ (Stern)
- „Eine Perle inmitten des Fastfoodkinos.“ (TV Spielfilm)
- „Meisterhaftes Kammerspiel, das Verwirrung und Leid der 70er souverän nachvollzieht.“ (TV Today)
- „Eigentlich lief in Cannes nur ein makelloser Film: Ang Lees ‚The Ice Storm‘, eine stille, aber ergreifende, eine kleine, aber unendlich genaue und reiche Geschichte aus dem Long Island des Jahres 1973.“ (Berliner Zeitung)
- „Meisterhaft inszenierte Familien- und Sittengeschichte eines schrillen Jahrzehnts.“ (TV Spielfilm)
- „Psychogramm, das zu Herzen und an die Nieren geht.“ (Cinema)
- „Bitter-komische Familiensatire.“ (Stuttgarter Zeitung)
- „Humorvoll, bissig, launig und mit Blick aufs Wesentliche deckt er jetzt das Innerste seiner Hauptfiguren auf, ohne sie zu demontieren oder bloßzustellen. Dazu eine intensive Kamera, treffsichere Dialoge und eine Besetzung, die (…) zur Crème de la crème amerikanischer Schauspieler gehört, wie es sich für ein Meisterwerk gehört.“ (TZ München)
- „Eine private Geschichte als Gesellschaftsbild, die das Auseinanderfallen einer amerikanischen Mittelstandsfamilie in den 70er Jahren und deren Sehnsucht nach Liebe, Harmonie und Geborgenheit beschreibt. Erst der plötzliche Tod eines Kindes reißt die Erwachsenen aus ihrer Lethargie. Mit Hilfe dieses Schockmoments erhält der eindrucksvoll gespielte Film philosophische und religiöse Dimensionen: Ein unschuldiges Opfer öffnet gleichsam das Tor zu Einsicht und Buße. In seinem dramaturgischen Aufbau bündelt er viele Figurenfäden zu einem dichten, kunstvollen Geflecht, das sich fern von moralischen ‚Mätzchen‘ zu einem ebenso intelligenten wie humanistischen Werk verdichtet.“ (film-dienst)
- „Ang Lees atmosphärisch dichtes, deprimierendes Porträt der Siebziger. Bestechend fotografiert mit exzellenten Darstellern.“ (DVD & Video Report)
- „Ang Lee, mit ‘Sinn und Sinnlichkeit’ Berlinale-Sieger 1996, hat Rick Moodys gleichnamigen Bestseller kongenial adaptiert und ideal besetzt. Der taiwanische Regisseur, sonst für seine warmherzigen Filme bekannt, seziert hier wie ein Chirurg das Innenleben seiner Protagonisten und legt ihre seelischen Abgründe bloß. Dabei macht er sich nie über die Figuren lustig, sondern zeigt sie als Gefangene ihrer selbst. Mit viel Sinn für aussagekräftige Details inszeniert und stets eng an der Vorlage orientiert, versteht es Lee, die an und für sich banale Geschichte in einen wahren Thriller zu verwandeln. Ein todsicherer Cineasten-Tip!“ (VideoWoche)
- „Ang Lee läßt die 70er Jahre in neuem Licht erscheinen. Der grellen Parodie der ‘Brady Bunch’ setzt der ‘Sinn und Sinnlichkeit’-Regisseur die Gefühls- und Sinnleere der Post-Hippie-Generation entgegen, symbolisiert von einem ästhetisch ins Bild gerückten Eissturm. Atmosphärisch dichtes Drama mit exzellenten Darstellerleistungen und vereinzelten Humoraufhellern.“ (Blickpunkt: Film)

## Auszeichnungen
Bei seiner Premiere auf den Internationalen Filmfestspielen von Cannes lief das Drama 1997 im offiziellen Wettbewerb. Der Eissturm gewann den Preis für das beste Drehbuch, musste sich aber im Rennen um die Goldene Palme dem japanischen Beitrag Der Aal von Shōhei Imamura und dem iranischen Film Der Geschmack der Kirsche von Abbas Kiarostami geschlagen geben. Ang Lees Werk wurde u. a. mit dem dänischen Filmpreis Bodil und dem schwedischen Guldbagge als bester amerikanischer bzw. ausländischer Film ausgezeichnet. Sigourney Weaver wurde für ihren Part als verführerische und treulose Ehefrau mit dem British Academy Film Award und einer Golden-Globe-Nominierung jeweils als beste Nebendarstellerin geehrt. Die Hauptdarsteller Kevin Kline und Joan Allen wurden von den London Critics Circle Film Awards und Satellite Awards mit Nominierungen gewürdigt. Die Nachwuchsdarsteller Elijah Wood und Christina Ricci waren u. a. für einen Young Artist Award nominiert, einen Preis für Künstler unter 18 Jahren aus den Bereichen Film, Fernsehen, Theater und Musik.
British Academy Film Awards 1998
- Beste Nebendarstellerin (Sigourney Weaver)

Golden Globe Awards 1998
- nominiert in der Kategorie Beste Nebendarstellerin (Sigourney Weaver)

Australian Film Institute 1998
- nominiert als bester ausländischer Film

Bodil 1999
- Bester amerikanischer Film

Internationale Filmfestspiele von Cannes 1997
- Bestes Drehbuch
- nominiert als bester Film für die Goldene Palme

Guldbagge 1998
- Bester ausländischer Film

London Critics Circle Film Awards 1999
- nominiert in den Kategorien:
  - Film des Jahres
  - Regisseur des Jahres
  - Hauptdarsteller des Jahres (Kevin Kline)
  - Hauptdarstellerin des Jahres (Joan Allen)
  - Drehbuchautor des Jahres

Satellite Awards 1998
- nominiert in den Kategorien:
  - Beste Hauptdarstellerin (Joan Allen)
  - Beste Nebendarstellerin (Sigourney Weaver)
  - Bestes adaptiertes Drehbuch

Writers Guild of America 1998
- nominiert in der Kategorie Bestes adaptiertes Drehbuch

Young Artist Awards 1998
- nominiert in den Kategorien:
  - Bester Nebendarsteller in einem Film (Elijah Wood)
  - Beste Nebendarstellerin in einem Film (Christina Ricci)

YoungStar Awards 1998
- nominiert in der Kategorie Beste Nebendarstellerin in einem Drama (Christina Ricci)